# Classe U (sous-marin)
Pour les autres classes de navires du même nom, voir Classe U.
La classe U est une classe de sous-marins commandée par la Royal Navy au chantier naval Vickers-Armstrongs juste avant et au début de la Seconde Guerre mondiale. La classe U est composée de la classe Undine, composée de trois petits sous-marins, et de la classe Umpire qui est composée d'un premier groupe de 12 sous-marins quelque peu modifiés pour améliorer la profondeur d'immersion, commandé avant le début de la guerre, et d'un second groupe de 34 unités complémentaires, commandé entre 1940 et 1941 pour répondre à l'effort de guerre.

## Conception
Les trois premiers sous-marins de classe U ont été commandés en 1936. Ils étaient conçus initialement pour être des navires d'entraînement non armés pour remplacer la Classe H vieillissante. Pendant leur construction, ils ont été modifiés pour accueillir six tubes lance-torpilles (quatre internes et deux externes). Un canon de pont anti-aérien de 3 pouces (76 mm) complétait son armement.
Le deuxième groupe est délesté de ses deux tubes lance-torpilles externes qui généraient une trop grande vague d'étrave et pouvoir aussi gagner en profondeur. Seuls les HMS Unique, HMS Upholder, HMS Upright et HMS Utmost gardèrent les six tubes.
Le troisième groupe, de conception identique, fut rallongé de quelques mètres pour fournir une forme simplifiée.
Toutes les unités ont été construites par Vickers-Armstrongs, sauf deux unités (HMS Umpire et HMS Una) qui furent réalisées par Chatham Dockyard.
Les moteurs Diesel sont de type Paxman-Ricardo.

## Service
Pendant la Seconde Guerre mondiale, ils se sont montrés utiles dans les eaux confinées de la mer du Nord et de la mer Méditerranée. La plupart des unités ont servi dans la 10e flottille basée à Malte.
Le plus célèbre fut le HMS Upholder commandé par le lieutenant commander David Wanklyn qui reçut la croix de Victoria pour avoir coulé l'ancien paquebot italien reconverti en transport de troupes Conte Rosso le 25 mai 1941. Pendant seize mois d'opération en 24 patrouilles en méditerranée, avant d'être coulé, il a coulé 119 000 tonnes de navires de l'Axe. Nombre de sous-marins ont été perdus durant la guerre. Le HMS Unity a été le premier sous-marin britannique à avoir une hélice conçue pour améliorer ses performances en vitesse en immersion et avec une réduction de son bruit.
À partir de 1941, certaines unités ont été versées dans d'autres marines :
- Marine soviétique :
  - V 2 (1944) : ex-HMS Unbroken
  - V 3 (1944) : ex-HMS Unison
  - V 4 (1944) : ex-HMS Ursula
- Marine royale norvégienne :
  - HNoMS Uredd (1941) : ex-HMS P-41
  - HNoMS Ula (1943) : ex-HMS Varne
- Marine polonaise :
  - ORP Dzik (1942) : ex-HMS P-52
  - ORP Sokół (1941) : ex-HMS Urchin
- Forces navales françaises libres :
  - FFS Curie (P67) (1943) : ex-HMS Vox
- Marine royale néerlandaise :
  - HNMS Dolfijn : ex-HMS P-47
- Marine royale danoise :
  - U 1 Springeren (S321) : ex-HMS P-52
  - U 2 Støren (S322) : ex-HMS Vulpine
  - U 3 Sælen (S323) : ex-HMS Vortex
- Marine grecque : (prêt)
  - Amphitriti (1945) : ex-HMS Upstart
  - Xifias II (Y-10) (1945) : ex-HMS Untiring

## Les sous-marins de classe U

### Groupe 1
| N° de coque | Nom                | Lancement       | Service effectif | Chantier naval                       | Fin de carrière                                        | Photo |
| ----------- | ------------------ | --------------- | ---------------- | ------------------------------------ | ------------------------------------------------------ | ----- |
| N48         | HMS Undine         | 5 octobre 1937  | 21 août 1938     | Vickers-Armstrongs Barrow-in-Furness | coulé le 7 janvier 1940 par une collision accidentelle |       |
| N66         | HMS Unity          | 16 février 1938 | 5 octobre 1938   | Vickers-Armstrongs Barrow-in-Furness | coulé le 29 avril 1940 par une collision accidentelle  |       |
| N59         | 'HMS Ursula' - V-4 | 16 février 1938 | 20 décembre 1938 | Vickers-Armstrongs Barrow-in-Furness | Transféré le 26 juin 1944 à la marine soviétique       |       |

### Groupe 2
| N° de coque | Nom                    | Lancement         | Service effectif  | Chantier naval                       | Fin de carrière                                          | Photo |
| ----------- | ---------------------- | ----------------- | ----------------- | ------------------------------------ | -------------------------------------------------------- | ----- |
| N82         | 'HMS Umpire'           | 30 décembre 1940  | 10 juillet 1941   | Chatham Dockyard                     | coulé le 19 juillet 1941 par une collision               |       |
| N87         | HMS Una                | 10 juin 1941      | 27 septembre 1941 | Chatham Dockyard                     | démoli le 11 avril 1949                                  |       |
| N93         | 'HMS Unbeaten'         | 9 juillet 1940    | 10 novembre 1940  | Vickers-Armstrongs Barrow-in-Furness | coulé par erreur le 11 novembre 1942 par la RAF          |       |
| N55         | HMS Undaunted          | 20 août 1940      | 30 décembre 1940  | Vickers-Armstrongs                   | coulé le 11 mai 1941 par un torpilleur italien           |       |
| N56         | HMS Union              | 1er octobre 1940  | 22 février 1941   | Vickers-Armstrongs                   | coulé le 20 juillet 1941 par le torpilleur italien Circe |       |
| N95         | HMS Unique             | 6 juin 1940       | 27 septembre 1940 | Vickers-Armstrongs                   | coulé le 10 octobre 1942                                 |       |
| N37         | HMS Upholder           | 8 juin 1940       | 31 octobre 1940   | Vickers-Armstrongs                   | coulé le 14 avril 1942 par le torpilleur italien Pegaso  |       |
| N89         | HMS Upright            | 21 avril 1940     | 3 septembre 1940  | Vickers-Armstrongs                   | démoli en mars 1946                                      |       |
| N63         | HMS Urchin - ORP Sokół | 30 septembre 1940 | 28 janvier 1941   | Vickers-Armstrongs                   | démoli en septembre 1949                                 |       |
| N17         | HMS Urge               | 19 août 1940      | 12 décembre 1940  | Vickers-Armstrongs                   | coulé le 6 mai 1942 par le torpilleur italien Pegaso     |       |
| N65         | HMS Usk                | 7 juin 1940       | 11 octobre 1940   | Vickers-Armstrongs                   | coulé le 29 avril 1941 sur une mine                      |       |
| N19         | HMS Utmost             | 20 avril 1940     | 17 août 1940      | Vickers-Armstrongs                   | coulé le 25 novembre 1942 par un torpilleur italien      |       |

### Groupe 3
- 10 sous-marins ont été commandés dans le cadre du programme de 1940, le 11 mars 1940.

| N° de coque | Nom                         | Lancement        | Service effectif  | Chantier naval                       | Fin de carrière                           | Photo |
| ----------- | --------------------------- | ---------------- | ----------------- | ------------------------------------ | ----------------------------------------- | ----- |
| P31         | HMS Uproar ex-HMS Ullswater | 27 novembre 1940 | 2 avril 1941      | Vickers-Armstrongs Barrow-in-Furness | vendu le 13 février 1946 pour démolition  |       |
| P32         | HMS P32                     | 15 décembre 1940 | 3 mai 1941        | Vickers-Armstrongs                   | coulé le 18 août 1941 par une mine        |       |
| P33         | HMS P33                     | 28 janvier 1941  | 30 mai 1941       | Vickers-Armstrongs                   | coulé le 18 août 1941 par une mine        |       |
| P34         | HMS Ultimatum               | 11 février 1941  | 29 juillet 1941   | Vickers-Armstrongs                   | vendu le 23 décembre 1949 pour démolition |       |
| P35         | HMS Umbra                   | 15 mars 1941     | 2 septembre 1941  | Vickers-Armstrongs                   | vendu le 9 juillet 1946 pour démolition   |       |
| P36         | HMS P36                     | 28 avril 1941    | 24 septembre 1941 | Vickers-Armstrongs                   | coulé le 1er avril 1942 par la Luftwaffe  |       |
| P37         | HMS Unbending               | 12 mai 1941      | 5 novembre 1941   | Vickers-Armstrongs                   | vendu le 23 décembre 1949 pour démolition |       |
| P38         | HMS P38                     | 9 juillet 1941   | 17 octobre 1941   | Vickers-Armstrongs                   | coulé le 23 février 1942                  |       |
| P39         | HMS P39                     | 23 août 1941     | 16 novembre 1941  | Vickers-Armstrongs                   | bombardé le 26 mars 1942                  |       |
| P41         | HMS P41 - HNoMS Uredd       | 24 août 1941     | 12 décembre 1941  | Vickers-Armstrongs                   | coulé le 24 février 1943                  |       |

- 12 autres sous-marins ont été commandés dans le programme 1940, le 23 août.

| N° de coque | Nom                     | Lancement        | Service effectif | Chantier naval                       | Fin de carrière           | Photo |
| ----------- | ----------------------- | ---------------- | ---------------- | ------------------------------------ | ------------------------- | ----- |
| P42         | 'HMS Unbroken' - V-2    | 4 novembre 1941  | 29 janvier 1942  | Vickers-Armstrongs Barrow-in-Furness | démoli le 9 mai 1950      |       |
| P43         | HMS Unison - V-3        | 5 novembre 1941  | 19 février 1942  | Vickers-Armstrongs                   | démoli en mai 1950        |       |
| P44         | HMS United              | 18 décembre 1941 | 2 avril 1942     | Vickers-Armstrongs                   | démoli en février 1946    |       |
| P45         | HMS Unrivalled          | 16 février 1942  | 3 mai 1942       | Vickers-Armstrongs                   | démoli le 22 janvier 1946 |       |
| P46         | HMS Unruffled           | 19 décembre 1941 | 9 avril 1942     | Vickers-Armstrongs                   | démoli en janvier 1946    |       |
| P47         | HMS P47 - HNLMS Dolfijn | 27 juillet 1941  | 8 octobre 1942   | Vickers-Armstrongs                   | démoli en mai 1952        |       |
| P48         | HMS P48                 | 15 avril 1942    | 18 juin 1942     | Vickers-Armstrongs                   | miné le 25 décembre 1942  |       |
| P49         | HMS Unruly              | 28 juillet 1942  | 3 novembre 1942  | Vickers-Armstrongs                   | démoli en février 1946    |       |
| P51         | HMS Unseen              | 16 avril 1942    | 2 juillet 1942   | Vickers-Armstrongs                   | démoli en septembre 1949  |       |
| P52         | HMS P52 - ORP Dzik      | 11 octobre 1942  | 16 décembre 1942 | Vickers-Armstrongs                   | démoli en avril 1958      |       |
| P53         | HMS Ultor               | 12 octobre 1942  | 31 décembre 1942 | Vickers-Armstrongs                   | démoli en 22 janvier 1946 |       |
| P54         | HMS Unshaken            | 17 février 1942  | 21 mai 1942      | Vickers-Armstrongs                   | démoli en mars 1946       |       |

- 12 derniers sous-marins ont été commandés dans le cadre du programme de 1941, le 12 juillet.

| N° de coque | Nom                             | Lancement         | Service effectif | Chantier naval                       | Fin de carrière                          | Photo |
| ----------- | ------------------------------- | ----------------- | ---------------- | ------------------------------------ | ---------------------------------------- | ----- |
| P55         | HMS Unsparing                   | 28 juillet 1942   | 29 novembre 1942 | Vickers-Armstrongs Barrow-in-Furness | démoli en 1946                           |       |
| P56         | HMS Usurper                     | 24 septembre 1942 | 2 février 1943   | Vickers-Armonstrong                  | coulé le 3 octobre 1943                  |       |
| P57         | HMS Universal                   | 10 novembre 1942  | 8 mars 1943      | Vickers-Armstrongs                   | démoli en juin 1946                      |       |
| P58         | HMS Untamed HMS Vitality        | 8 décembre 1942   | 13 avril 1943    | Vickers-Armstrongs                   | vendu le 13 février 1946 pour démolition |       |
| P59         | HMS Untiring - Xifias II (Y-10) | 20 janvier 1943   | 9 juin 1943      | Vickers-Armstrongs                   | coulé le 25 juillet 1957                 |       |
| P61         | HMS Varangian                   | 4 avril 1943      | 10 juillet 1943  | Vickers-Armonstrong                  | démoli le 1er juin 1949                  |       |
| P62         | HMS Uther                       | 6 avril 1943      | 15 août 1943     | Vickers-Armstrongs                   | démoli en avril 1950                     |       |
| P63         | HMS Unswerving                  | 19 juillet 1943   | 3 octobre 1943   | Vickers-Armstrongs                   | démoli le 10 juillet 1946                |       |
| P64         | HMS Vandal                      | 23 novembre 1942  | 20 février 1943  | Vickers-Armstrongs                   | coulé le 24 février 1943                 |       |
| P65         | HMS Upstart - Amphitriti        | 24 novembre 1942  | 3 avril 1943     | Vickers-Armonstrong                  | coulé le 29 juillet 1959                 |       |
| P66         | HMS Varne - HNoMS Ula           | 22 janvier 1943   | 3 avril 1943     | Vickers-Armstrongs                   | démoli en 1965 à Hambourg                |       |
| P67         | HMS Vox - FFS Curie             | 23 janvier 1943   | 2 mai 1943       | Vickers-Armstrongs                   | démoli en mai 1949 à Milford Haven       |       |